# Derry Township (Pennsylvanie)
Pour les articles homonymes, voir Derry Township.
Derry Township est un township situé au sud-est de la partie centrale du comté de Dauphin, en Pennsylvanie, aux États-Unis,. En 2010, il comptait une population de 24 679 habitants.

## Démographie
Lors du recensement de 2010, le township comptait une population de 24 679 habitants. Elle est estimée, en 2016, à 25 025 habitants.

### Source de la traduction
- (en) Cet article est partiellement ou en totalité issu de l’article de Wikipédia en anglais intitulé « Derry Township, Dauphin County, Pennsylvania » (voir la liste des auteurs).